# Kenada
Kenada (Russisch: Кенада; Orotsjisch voor "gouden plaats") is een plaats (selo) in het district Vanenski van de Russische kraj Chabarovsk, gelegen in de Sichote-Alin aan de rivier de Moeli (zijrivier van de Toemnin) en aan de Komsomol-tak van de Verre-Oostelijke spoorlijn (aan de BAM) op 261 kilometer van Komsomolsk aan de Amoer en 203 kilometer van Sovjetskaja Gavan. De lokale inwoners zijn vooral actief in de houtkap, het onderwijs en de bosbescherming. Ook wordt er gejaagd en worden er paddenstoelen, bessen en wilde planten verzameld.

## Geschiedenis
Kenada werd gesticht in 1953 door mijnarbeiders van de daarvoor gesloten mijn Agne-Afanasevski in het district Oeltsjski. Met de opening van de Toemninmijn groeide Kenada uit tot het centrum van de goudwinning (dagbouw) van het district Vaninski. In de jaren 90 stortte de goudindustrie langzamerhand in daar er geen onderzoek meer werd gedaan naar nieuwe goudlagen en de oude langzaam uitgeput raakten.

## Structuur en voorzieningen
De plaats wordt door de spoorweg in twee delen opgedeeld, waarbij de meeste huizen zich aan de noordzijde bevinden. De straten liggen parallel aan de spoorweg. Het deel ten zuiden van de spoorweg wordt door de lokale bevolking ook wel Nachalovka genoemd, daar de huizen er niet volgens een bepaald plan zijn neergezet, maar kriskras door elkaar staan.
In het dorp bevindt zich een middelbare school.

## Transport
De plaats heeft een spoorstation en een helikopterhaven. Een autoweg verbindt de plaats met de dorpen Kato, Datta (Moeli-Datta) en Vysokogorny. Tot de jaren 90 had de plaats ook een marsjroetkadienst tussen de oelitsa Sovjetskaja en het spoorwegstation.